# Planet der Habenichtse
Planet der Habenichtse (im Original The Dispossessed: An Ambiguous Utopia, weitere deutsche Titel Die Enteigneten und Freie Geister) ist ein Roman der US-amerikanischen Autorin Ursula K. Le Guin aus dem Jahre 1974. Er ist eine Utopie, die in dem von ihr erdachten „Ekumen-Universum“ spielt, in dem auch andere ihrer Werke angesiedelt sind (siehe Hainish-Zyklus).

## Inhalt
Schauplatz des Buches sind der Planet Urras und sein Mond Anarres im Tau-Ceti-System. Urras ist die Ursprungswelt der menschenähnlichen Bewohner, von der aus nach einer gescheiterten anarchistischen Revolution die Aufständischen ins Exil nach Anarres aussiedelten. Danach wurde eine gegenseitige Isolation vereinbart, die nur durch einen geringen Warentausch durchbrochen wird (die Vorgeschichte und die Philosophie der Gründerin Odo werden in Le Guins Erzählung Der Tag vor der Revolution dargestellt, enthalten im Erzählungsband Die zwölf Striche der Windrose).
Der Roman spielt 200 Jahre nach diesen Ereignissen. Urras hat sich zu einer hochtechnisierten Welt mit einer Reihe konkurrierender autoritärer Systeme entwickelt, neben kapitalistischen Staaten gibt es auch sozialistische Staaten und eine Militärdiktatur. Die Anarchisten trotzen dem unwirtlichen Mond Anarres ihre Existenz ab und versuchen, ihren Idealen (und denen ihrer Gründerin) treu zu bleiben.
Die Hauptfigur ist Shevek, ein genialer theoretischer Physiker auf Anarres, der an der Entwicklung einer allgemeinen Temporaltheorie arbeitet, die unter anderem eine Kommunikation und Reisen mit Überlichtgeschwindigkeit ermöglichen würde. Seine Arbeit wird auf Anarres allerdings gering bewertet und Versuche der Kommunikation mit Wissenschaftlern von Urras werden als Verrat betrachtet. Dennoch begibt er sich auf die Reise nach dem Planeten Urras, um in Zusammenarbeit mit dortigen Wissenschaftlern die Theorie der allgemeinen Temporaltheorie zu vollenden. Dabei kommt er in Konflikt mit den vorgefundenen Zuständen, aber auch mit den anarchistischen Lehren seiner Heimat.
Der Roman verfolgt in abwechselnden Kapiteln verschiedene Handlungsstränge – einmal die Reise der Hauptfigur nach Urras und die sich dort entfaltenden Ereignisse und zum anderen, im Rückblick, deren Leben auf Anarres von Geburt an. Diese parallele Darstellung kontrastiert nicht nur beide Gesellschaftsformen, sondern schildert auch die Wandlung der Hauptfigur.

## Rezeption
Der Roman hat den Hugo Award und den Nebula Award gewonnen; beide gelten als die bedeutendsten Auszeichnungen der englischsprachigen Science-Fiction Literatur.
Planet der Habenichtse gilt als eine der letzten modernen Utopien. Der Utopieforscher Richard Saage sieht Ursula Le Guins Roman zusammen mit der Öko-Utopie (Ökotopia) von Ernest Callenbach und den Romanen von Marge Piercy als Klassiker, die das Ende der modernen Utopien markieren. Kennzeichnend für den Roman ist allerdings eine eher kritische und distanzierte, und nicht eine begeisterte Darstellung der Zustände auf Anarres. Das politische Gemeinwesen Anarres’ befindet sich auf einem unwirtlichen Mond und ist insofern mit extremen ökologischen Restriktionen und einer extremen Knappheit an Gütern konfrontiert, die zu Verteilungskonflikten führt. Zudem wird die freie Zusammenarbeit von Gleichen durch Bürokratisierung untergraben. Eine ähnlich differenzierte Darstellung der Gesellschaft findet sich nicht für Urras. Hier wird die Ablehnung durch die Autorin deutlich ausgedrückt. Eine endgültige Wertung gibt der Text dem Leser nicht vor, ganz dem Untertitel des Originals entsprechend. „Ein wichtiges örtliches Bild – ein in brillanter Weise doppeldeutiges – ist die Mauer, die auf der ersten Seite eingeführt wird. Sie ist verbunden mit dem Bild/der Idee des Gefängnisses; immer wieder steht die Frage, wer ausgeschlossen oder eingeschlossen wird, auf welcher Seite der Mauer einer steht, im Brennpunkt der Erzählung.“ (Douglas Barbour)
Der Roman gehörte zu den wenigen SF-Werken aus dem Westen, die in der DDR erscheinen konnten – wenn auch mit einem Nachwort versehen, in dem Le Guin bescheinigt wird, einen „nichtautoritären Kommunismus“ zu vertreten.

## Zitat
„Wir sind Teilende, nicht Besitzende. Wir sind nicht wohlhabend. Keiner von uns ist reich. Keiner von uns ist mächtig. Wenn ihr Anarres wollt, wenn es die Zukunft ist, die ihr sucht, dann sage ich euch, daß ihr mit leeren Händen kommen müßt. Ihr müßt allein kommen, und nackt, wie das Kind in die Welt, in seine Zukunft kommt, ohne Vergangenheit, ohne Besitz, ganz und gar von anderen Leuten abhängig, um zu leben. Ihr könnt nicht nehmen, was ihr nicht gegeben habt, und ihr müßt euch selbst geben. Ihr könnt die Revolution nicht kaufen. Ihr könnt die Revolution nicht machen. Ihr könnt nur die Revolution sein. Sie ist in euch, oder sie ist nirgends.“

## Kritik
Brian Ash charakterisiert in seinem Buch Who’s Who in Science Fiction den Roman als „eine schön konzipierte allegorische Darstellung eines erdähnlichen Planeten“.
Der Utopieforscher Richard Saage kritisiert, die Utopie sei „nicht ganz frei von antiindividualistischen Mystizismen“. Das Innovative der Utopie bestünde jedoch darin, dass „das Konstrukt der positiven Gegenwelt seine immanente Kritik zum zentralen Thema erhebt und sich dadurch selbst relativiert“.
Detlef Hedderich schrieb über den Roman von Ursula K. LeGuin: „Was man der Autorin auf jeden Fall zugutehalten muß, ist die Offenheit, mit der sie ihre Protagonisten agieren läßt. Bei ihr sind dies alles Menschen, Menschen mit guten, aber auch mit schlechten Eigenschaften. Und schließlich haben diese Menschen auch ihre ureigenste Meinung, ohne dabei in irgendeiner Weise zu Agitatoren ihres jeweiligen politischen Systems zu werden. (…) Schließlich ist Planet der Habenichtse auch die Geschichte einer Partnerschaft, einer tragischen Freundschaft und einer romantischen Liebe.“
Reclams Science Fiction Führer bezeichnet den Roman als eine Verknüpfung von Politik und Science Fiction und glaubt in der Gegenüberstellung des Regierungsprinzips und der Anarchie trotz ausgewogener Betrachtung und offener Lösung die Sympathie der Autorin für die zweite Gesellschaftsform durchschimmern zu sehen. Die Themen-Kombination sei gelungen, da Le Guin mit Intellekt und Feingefühl an die Sache gegangen sei. Abschließend wird angemerkt, „[d]aß der Roman sich bei der gegebenen Zielsetzung mitunter etwas trocken und allzu didaktisch liest“, was aber unvermeidlich sei und den Lesefluss kaum beeinträchtige.
Der Kulturanthropologe und bekennende Anarchist David Graeber bezeichnete The Dispossessed als „[d]as beste belletristische Werk über einen Anarchisten“, das ihm gegenwärtig bekannt sei.
In seinem theoretischen Werk Niegeschichte. Science Fiction als Kunst- und Denkmaschine bezeichnet Dietmar Dath den Roman als eines der vier zentralen Bücher von Le Guin, neben The Left Hand of Darkness, The Word of World is Forest und Always Coming Home.

## Ausgaben
Englische Ausgaben
- US-Ausgabe: The Dispossessed : An Ambiguous Utopia. Harper & Row, New York City 1974, ISBN 0-06-012563-2.
- UK-Ausgabe: The Dispossessed. Gollancz, London 1974, ISBN 0-575-01678-7.
- Paperback: The Dispossessed. Panther, St Albans 1975, ISBN 0-586-04219-9.
- E-Book: The Dispossessed. HarperCollins, 2009, ISBN 978-0-06-179688-3.
- Audio: The Dispossessed: A Novel. Gesprochen von Don Leslie. HarperAudio, 2010.

Deutsche Übersetzungen
- Planet der Habenichtse. Übersetzt von Gisela Stege. Heyne, München 1976, ISBN 3-453-30395-4.
- Planet der Habenichtse. Roman, mit einem Nachwort von Arnold Schölzel. Das Neue Berlin, Berlin (DDR) 1987, ISBN 3-360-00081-1.
- Planet der Habenichtse. Übersetzt von Hiltrud Bontrup auf Grundlage der Übersetzung von Gisela Stege. Argument Verlag, Hamburg 1999, ISBN 3-88619-943-6.
- Die Enteigneten. Eine ambivalente Utopie. Mit einem Vorwort von Denis Scheck. Aus dem Amerikanischen neu übersetzt von Joachim Körber; auf Grundlage der Übersetzung von Hiltrud Bontrup korrigierte Neuausgabe. Edition Phantasia, Bellheim 2006, ISBN 3-937897-20-8.
- Freie Geister. Neu übersetzt von Karen Nölle. Fischer TOR, Frankfurt am Main 2017, ISBN 978-3-596-03535-9.